# Pheidole angusticeps
Pheidole angusticeps is een mierensoort uit de onderfamilie van de Myrmicinae. De wetenschappelijke naam van de soort is voor het eerst geldig gepubliceerd in 2003 door Edward Osborne Wilson.